# Guzianka Wielka
Guzianka Wielka (niem. Guschienen See) – jezioro polodowcowe w Polsce, położone w województwie warmińsko-mazurskim, w powiecie piskim, w gminie Ruciane-Nida.

## Dane morfometryczne
- powierzchnia: około 65 ha
- głębokość maksymalna: 25,5 m
- długość: 2,6 km
- długość linii brzegowej: 6500 m
- powierzchnia zlewni całkowitej: 110,0 km²

## Charakterystyka
Poprzez jezioro Guzianka Mała i Śluzę Guzianka połączone z jeziorem Bełdany. Poprzez kanał pod mostami drogowym i kolejowym w miejscowości Ruciane-Nida połączone z Jeziorem Nidzkim.
Jezioro mimo swojej nazwy jest dosyć małe. Jest długie i wąskie, co powoduje, że część osób myli się traktując środkową część jako kanał łączący dwa małe jeziorka. Część północna położona nieopodal śluzy jest najszersza. W tej części brzegi są wysokie i strome. Znajdują się tu też ośrodki wypoczynkowe. Południowa część ma brzegi niższe i w znacznym stopniu zagospodarowane przez człowieka. Znajduje się tu m.in. port i zabudowania Rucianego (część miejscowości Ruciane-Nida). Środkowa część jest węższa i znajdują się tu ruiny starego tartaku. Do jeziora dopływa kanał Nidzki z Jeziora Nidzkiego (woda stojąca w czasie badań), analizy wody ze względu na zawartość materii organicznej wskazują na II klasę czystości.
Jezioro Guzianka Wielka należy do zbiorników o małej powierzchni zwierciadła wody - 59,6 ha i znacznej głębokości. Jezioro posiada drugi 17-metrowy głęboczek, pojemność masy jeziornej nie przekracza 3894,6 tys. m³. Jezioro Guzianka Wielka jest jeziorem wytopiskowym z długą odnogą dochodzącą do Rucianego-Nidy. Konfiguracja dna jest dość urozmaicona z kilkoma głęboczkami. Bezpośrednie otoczenie zbiornika stanowią lasy Puszczy Piskiej.
Około 80% linii brzegowej porastają rośliny wodne, takie jak pałka szerokolistna, trzcina i manna wodna. Brzegi Guzianki Wielkiej są porośnięte lasem, oprócz części południowo-zachodniej, w której położona jest miejscowość Ruciane Nida. Przez całe jezioro prowadzi szlak ze śluzy w Guziance na Jezioro Nidzkie (przez Kanał Nidzki). Akwen pełni przede wszystkim rolę "tranzytową", ponieważ nieliczni tylko żeglują po nim dla samej przyjemności, chociaż sprzyja temu środkowa część akwenu.